# Косогірська сільська рада
Косогі́рська сільська́ ра́да — колишня адміністративно-територіальна одиниця та орган місцевого самоврядування в Ярмолинецькому районі Хмельницької області. Адміністративний центр — село Косогірка.

## Загальні відомості
- Населення ради: 542 особи (станом на 2001 рік)

## Населені пункти
Сільській раді були підпорядковані населені пункти:
- с. Косогірка

## Склад ради
Рада складалася з 14 депутатів та голови.
- Голова ради: Мартинова Валентина Михайлівна
- Секретар ради: Матковська Валентина Григорівна

### Керівний склад попередніх скликань
| Прізвище, ім'я, по батькові    | Основні відомості                                                               | Дата обрання | Дата звільнення |
| ------------------------------ | ------------------------------------------------------------------------------- | ------------ | --------------- |
| Гарбуз Тетяна Броніславівнв    | Сільський голова, 1953 року народження, член Народної партії                    | 26.03.2006   | 31.10.2010      |
| Мартинова Валентина Михайлівна | Сільський голова, 1956 року народження, освіта середня спеціальна, позапартійна | 31.10.2010   |                 |

Примітка: таблиця складена за даними сайту Верховної Ради України

### Депутати
За результатами місцевих виборів 2010 року депутатами ради стали:

#### За суб'єктами висування
| Суб'єкт висування             | Кількість обраних депутатів | %    |
| ----------------------------- | --------------------------- | ---- |
| Самовисування                 | 7                           | 50   |
| Партія регіонів               | 5                           | 35,7 |
| Комуністична партія України   | 1                           | 7,1  |
| Політична партія «Фронт Змін» | 1                           | 7,1  |

#### За округами
| № округу                      | Прізвище, ім'я, по батькові     | Дата визнання обраним | Освіта  | Партійна приналежність              | Відомості про обраного депутата          |
| ----------------------------- | ------------------------------- | --------------------- | ------- | ----------------------------------- | ---------------------------------------- |
| Комуністична партія України   |                                 |                       |         |                                     |                                          |
| 12                            | Матковська Валентина Григорівна | 05.11.2010            | середня | член Комуністичної партії України   | Косогірська сільська рада, секретар      |
| Партія регіонів               |                                 |                       |         |                                     |                                          |
| 3                             | Каревич Микола Анатолійович     | 05.11.2010            | середня | позапартійний                       | СТОВ «Маяк», бригадир                    |
| 5                             | Задорожна Альоша Віталіївна     | 05.11.2010            | середня | позапартійна                        |                                          |
| 6                             | Шевчук Михайло Валентинович     | 05.11.2010            | середня | позапартійний                       |                                          |
| 8                             | Карловська Наталія Анатоліївна  | 05.11.2010            | середня | позапартійна                        | СТОВ «Маяк», заправщик                   |
| 13                            | Гарбуз Каріна Володимирівна     | 05.11.2010            | середня | позапартійна                        | Косогірський сільський клуб, завідувачка |
| Політична партія «Фронт Змін» |                                 |                       |         |                                     |                                          |
| 2                             | Шевчук Лідія Михайлівна         | 05.11.2010            | середня | член Політичної партії «Фронт Змін» | СТОВ «Маяк», бухгалтер                   |
| Самовисування                 |                                 |                       |         |                                     |                                          |
| 1                             | Нікітін Ростислав Ростиславович | 05.11.2010            | середня | позапартійний                       |                                          |
| 4                             | Бердяєва Людмила Йосипівна      | 05.11.2010            | середня | позапартійна                        | СТОВ «Маяк», обліковець                  |
| 7                             | Карловська Євдокія Іллівна      | 05.11.2010            | середня | позапартійна                        |                                          |
| 9                             | Жиховка Степан Антонович        | 05.11.2010            | середня | позапартійний                       |                                          |
| 10                            | Кетлінський Віктор Іванович     | 05.11.2010            | середня | позапартійний                       | СТОВ «Маяк», бригадир                    |
| 11                            | Гуменюк Микола Володимирович    | 05.11.2010            | середня | позапартійний                       | ПСП «Куява», оператор газової котельні   |
| 14                            | Медведєв Павло Володимирович    | 05.11.2010            | середня | позапартійний                       |                                          |